# Edith Roosevelt
Edith Kermit Carow Roosevelt (Norwich, 6. kolovoza 1861. – New York, 30. rujna 1948.) je bila druga supruga 26. američkog predsjednika Theodorea Roosevelta od 14. rujna 1901. do 4. ožujka 1909.
Otac joj je bio trgovac. Edith i Theodore Roosevelt su bili prijatelji još iz djetinjstva. Kada je Rooseveltova prva supruga, Alice Hathaway Lee Roosevelt, preminula 1884., on obnavlja poznanstvo s Edit i do vjenčanja dolazi u Londonu 2. prosinca 1886. Imali su četiri sina i jednu kćer.
Bila je neobično sposobna žena koja je predvodila veliku obnovu Bijele kuće tijekom perioda kao "First Lady".
Preminula je 30. rujna 1948. na obiteljskom ljetnikovcu u Oyster Bayu, New York gdje je i sahranjena.